# Giv'at Michman
Giv'at Michman (hebrejsky: גבעת מכמן) je vrch o nadmořské výšce 288 metrů v severním Izraeli, v Dolní Galileji.
Nachází se cca 5 kilometrů východně od města Šfar'am. Má podobu nevýrazného odlesněného pahorku, který je na severních a západních svazích pokryt rozptýlenou zástavbou izraelských beduínů (obec Bir al-Maksur). Dál k severu pak stojí hora Har Chanaton. Na jižní a východní straně se terén zvolna sklání směrem do údolí Bejt Netofa.